# Restigné
Restigné é uma comuna francesa na região administrativa do Centro, no departamento Indre-et-Loire. Estende-se por uma área de 21,2 km². Em 2010 a comuna tinha 1 214 habitantes (densidade: 57,3 hab./km²).